# Gianluigi Saccaro
Gianluigi Saccaro (Milánó, 1938. december 29. – Milánó, 2021. február 17.) olimpiai és világbajnok olasz párbajtőrvívó.